# 茶马古道·德拉姆
《茶马古道·德拉姆》是中国导演田壮壮执导的一部纪录片。影片记录了茶马古道怒江流域段的马帮及其在次区域内的居民的生活状况，自然风光。该纪录片使得田壮壮获得首届中国导演协会最佳导演奖。其中德拉姆在藏语中是“平安女仙”的意思。

## 茶马古道
茶马古道常年都有运输茶叶、粮食的马队运输到西亚或东南亚等地，所以而得名。是中国最古老的与外界沟通的交通路线，与“丝绸之路”齐名。

## 剧情
影片在不仅介绍茶马古道上的风景和路途的险峻，同时也介绍了沿途居民的生活情况、宗教、个人情感。这些在影片中以采访的形式进行。例如采访一位104岁婆婆卓玛用才，她经历她所生活地区的宗教变化，也讲述了自己与丈夫离开的故事；也采访一个怒族少年为了学次藏语和宗教信仰，无法与女友在一起等。